# Surajgarh
Surajgarh és una ciutat i municipi al districte de Jhunjhunun al Rajasthan, a l'Índia. Segons el cens del 2001 tenia 18.857 habitants. La població el 1901 era de 5.243 habitants.
La ciutat disposa d'una fortalesa residència dels thakurs locals.

## Història
Fou capital d'un dels estats del Shekhawati, feudatari de Jaipur al que pagava un tribut de 8400 rupies.